# Oradtjärnen (Ore socken, Dalarna)
Oradtjärnen är en sjö i Rättviks kommun i Dalarna och ingår i Dalälvens huvudavrinningsområde.